# Università Toyo
L'Università Toyo (東洋大学, Tōyō Daigaku), è un'università privata giapponese situata a Tōkyō. Fu fondata nel 1887 dal filosofo Inoue Enryō come scuola professionale e raggiunse lo status di università nel 1928.
L'università ha 5 campus ed un centro sportivo, situato a Shimizu-cho (Itabashi). Il campus principale, Hakusan, si trova nel distretto di Bunkyō.

## Storia
Nel 1887, Inoue Enryō fondò la scuola di Shiritsu Tetsugakukan (私立哲学館?) nel tempio Rinshō-in.
Nel 1906, la Shiritsu Tetsugakukan fu trasferita nella sua sede attuale e ribattezzata come Università Toyo (Università Orientale).
Le materie insegnate allora erano filosofia, religione, etica, educazione, giapponese e cinese classico.
Nel 1949, una ristrutturazione di questa università la portò ad incorporare i dipartimenti di economia, letteratura, diritto, sociologia, tecnologia e commercio.
Nel 1997, i dipartimenti di scienze della vita e di sviluppo regionale sono stati integrati.
Dal 2003, il campus di Kawagoe ospita un centro di ricerca Bio-Nano Electronics, dove sono state condotte le ricerche che hanno permesso al signor Harold Kroto di diventare premio Nobel.
Attualmente l'Università Toyo è stata eletta come Top Global University dal governo Giapponese (スーパーグローバル大学).

## Facoltà e Dipartimenti
- Facoltà di Lettere
  - Dipartimento di Filosofia
  - Dipartimento di filosofia e cultura orientale
  - Dipartimento di letteratura e cultura giapponese
  - Dipartimento di letteratura inglese e americana
  - Dipartimento di Storia
  - Dipartimento dell'Educazione
  - Dipartimento di cultura internazionale e studi di comunicazione
- Facoltà di Economia
  - Dipartimento di Economia
  - Dipartimento di Economia Internazionale
  - Dipartimento di studi politici
- Facoltà di amministrazione aziendale
  - Dipartimento di amministrazione aziendale
  - Dipartimento di Marketing
  - Dipartimento di Contabilità e Finanza
- Facoltà di legge
  - Dipartimento di legge
  - Dipartimento di diritto commerciale
- Facoltà di Sociologia
  - Dipartimento di Sociologia
  - Dipartimento di Studi Socioculturali
  - Dipartimento del benessere sociale
  - Dipartimento di Media e Comunicazione
  - Dipartimento di Psicologia Sociale
- Facoltà di Scienze Globali e Regionali
  - Dipartimento di studi sull'innovazione globale
  - Dipartimento di studi di sviluppo regionale
- Facoltà di Gestione Internazionale del Turismo
  - Dipartimento di Gestione Internazionale del Turismo
- Facoltà di reti informatiche per l'innovazione e il design
- Facoltà di progettazione della vita umana
  - Dipartimento di assistenza e supporto umano
  - Dipartimento della sanità e dello sport
  - Dipartimento di progettazione dell'ambiente umano
- Facoltà di Scienze e Ingegneria
  - Dipartimento di meccanica
  - Dipartimento di Ingegneria Biomedica
  - Dipartimento di Ingegneria Elettrica, Elettronica e delle Comunicazioni
  - Dipartimento di chimica applicata
  - Dipartimento di Ingegneria Civile e Ambientale
  - Dipartimento di Architettura
- Facoltà di Scienze dell'Informazione ed Arti
- Facoltà di Scienze della Vita
  - Dipartimento di Scienze della Vita
  - Dipartimento di Bioscienze Applicate
- Facoltà di scienze alimentari e nutrizionali
  - Dipartimento di scienze alimentari e della vita
  - Dipartimento di Scienze della Nutrizione e della Salute

## Relazioni esterne

### Accordi con altre università (all'estero)
- L'università ha accordi di cooperazione con 224 università e istituzioni in 37 paesi. Elenco delle istituzioni e delle università con cui abbiamo accordi di scambio all'estero.
- Irlanda
  - Dublin City University
  - Università di Limerick
- Stati Uniti
  - Winona State University
  - Oregon State University
  - California State University
  - San Francisco State University
  - Università del Tennessee
  - Università statale di New York
  - Purdue University
  - Hawaii Pacific University
  - Portland State University
  - Boston University
  - Università del Missouri
  - Università del Montana
- Regno Unito
  - Università di Edimburgo
  - Università di Cardiff
  - Università di Coventry
  - Università di Liverpool
- Italia
  - Università Ca' Foscari Venezia
  - Università di Roma La Sapienza
  - Università di Firenze
  - Università di Torino
- India
  - Istituto Indiano di Tecnologia
  - Università Jawaharlal Nehru
- Indonesia
  - Università Gadjah Mada
- Uzbekistan
  - Università statale di studi orientali di Tashkent
- Australia
  - Curtin University
  - Southern Cross University
  - Università della Sunshine Coast
  - Deakin University
- Austria
  - Università di Salisburgo
- Paesi Bassi
  - Università di Scienze Applicate di Amsterdam
- Canada
  - Università di Winnipeg
  - Università di Saskatchewan
  - Università di Manitoba
  - Brock University
- Cambogia
  - Università Reale di Phnom Penh
- Kenya
  - Università di agricoltura e tecnologia Jomo Kenyatta
- Svizzera
  - Università di Lucerna
- Svezia
  - Università di Lucerna
- Spagna
  - Università di Deusto
- Slovenia
  - Università di Lubiana
- Thailandia
  - Università di Sina Carinwiroth
  - Thammasat University
  - Università di Chiengmai
  - Chulalongkorn University
- Taiwan
  - Università della cultura cinese
  - Università Fokwang
- Cina
  - Università di Jilin
  - Università di Shandong
  - Università di Shanghai
- Germania
  - Università di Bayreuth
- Nuova Zelanda
  - Unitech University of Technology.
- Norvegia
  - Università di Tromsø
- Ungheria
  - Università metropolitana di Budapest
- Bangladesh
  - Università Shahjalal di Scienza e Tecnologia
- Filippine
  - Università delle Filippine
- Finlandia
  - Università di Scienze Applicate Yamuk
- Francia
  - Università di Strasburgo
  - Università di Parigi 7
- Brasile
  - Università di San Paolo
- Bulgaria
  - Università Politecnica di Sofia
- Vietnam
  - Università Nazionale del Vietnam, Ho Chi Minh City
- Belgio
  - Università di Liegi
- Malaysia
  - Universiti Teknologi Malaysia
  - Università Nazionale della Malesia
- Messico
  - Università di Monterrey
- Lituania
  - Università di Vilnius
- Romania
  - Università di Bucarest
- Consorzio (programma di scambio).
  - ISEP (ISEP)
  - Organizzazione per lo scambio di università nell'Asia Pacifica (UMAP)

### Accordi con altre università (in Giappone)
- Consorzio delle biblioteche universitarie private lungo la linea Yamanote
- Bukkyo Library Association East Region Mutual Use
- Associazione delle biblioteche dell'università e dei junior college della prefettura di Saitama
- Consiglio universitario per l'e-learning
- Organizzazione di ricerca collaborativa per gli studi sulla sostenibilità università cooperanti
- Forum nazionale di cooperazione delle università private FD
- Capital Graduate School Consortium
  - La Graduate School of Business, Accounting and Finance, la Graduate School of Economics, Public and Private Partnerships e la Graduate School of Interdisciplinary and Fusion Studies non sono membri.
- Accordo di cooperazione con l'Università di studi esteri di Tokyo[1]
- La Facoltà di Management ha un accordo interuniversitario con i seguenti dipartimenti universitari.
  - Università Ryukoku, Facoltà di amministrazione aziendale e il programma di studio reciproco nazionale.
  - Bunkyo Gakuin University e la facoltà di amministrazione aziendale.
- La seguente è una lista di scuole e istituzioni con le quali abbiamo accordi con altre scuole di specializzazione e istituti di ricerca esterni per il sistema di auditing su commissione e il sistema di orientamento della ricerca su commissione.

Istituzioni partner per il Sistema di audit commissionato
- Scuola Superiore di Letteratura
  - Istituzioni partner del Dipartimento di Filosofia
    - Sophia University

  - Scuola di studi buddisti
    - Università Komazawa, Università Taisho, Università Rissho

  - Partner con il Dipartimento di Letteratura Inglese.
    - Aoyama Gakuin University, Hosei University, Sophia University, Meiji Gakuin University, Japan Women's University, Rikkyo University, University of the Sacred Heart, Tohoku Gakuin University, Tokyo Women's University, Tsuda College, Meiji University

  - Scuole in accordo con il Dipartimento dell'Educazione.
    - Università Aoyama Gakuin
- Graduate School of Sociology, Department of Social Welfare, e Graduate School of Welfare and Social Design, con tutti i dipartimenti
  - Università Ibaraki, Università di Saitama, Università di Chiba, Università di Studi Esteri di Tokyo, Università di Lettere Tsuru, Università Komazawa, Università Seikei, Università Senshu, Università Chuo, Università Internazionale di Tokyo, Università Joban, Università giapponese delle donne, Università Hosei, Università Musashi, Università di Tokyo Università Musashi, Università Rikkyo, Università Ryutsu Keizai, Università Soka, Università Rissho, Università Shukutoku, Università Meiji Gakuin, Università Meiji, Università femminile Otsuma, Università Sophia
- Scuola Superiore di Amministrazione Aziendale.
  - Istituzioni partner di Business Administration e Business and Accounting Finance.
    - Università Meiji Gakuin
- Graduate School of Economics, Dipartimento di Economia Istituzioni partner.
  - Aoyama Gakuin University, Senshu University, Chuo University, Nihon University, Hosei University, Meiji Gakuin University, Meiji University, Rikkyo University
- Graduate School of Engineering università partner.
  - Tokyo Denki University, Graduate School of Science and Engineering
- Istituti nel Sistema di consegna degli orientamenti per la ricerca
  - La Graduate School of Engineering e la Graduate School of Life Sciences hanno concluso un accordo di cooperazione educativa e di ricerca con la Independent Administrative Institution Japan Agency for Marine-Earth Science and Technology.
  - La Graduate School of Engineering e la Graduate School of Life Sciences hanno concluso un accordo di cooperazione educativa e di ricerca con la Independent Administrative Institution RIKEN.
  - La Graduate School of Engineering e la Graduate School of International and Area Studies hanno concluso un accordo di cooperazione didattica e di ricerca con il National Institute for Environmental Studies.

## Presidenti
| Inoue Enryō (井上円了?)} aprile 1904 - gennaio 1906           |
| Maeda Eun (前田慧雲?) febbraio 1906 - luglio 1914             |
| Ōuchi Senran (大内青巒?) - giugno 1918                        |
| Sakaino Satoshi (境野哲?) giugno 1918 - giugno 1923           |
| Okada Ryōhei (岡田良平?) agosto 1923 - giugno 1924            |
| Nakajima Tokuzō (中島徳蔵?)} febbraio 1926 - marzo 1928       |
| Nakjima Tokuzō (中島徳蔵?)} settembre 1929 - luglio 1931      |
| Takakusu Junjirō (高楠順次郎?) luglio 1931 - luglio 1934      |
| Fujimura Tsukuru (藤村作?) luglio 1934 - luglio 1937          |
| Ōkura Kunihiko (大倉邦彦?)} luglio 1937 - giugno 1940         |
| Ōkura Kunihiko (大倉邦彦?)} luglio 1940 - giugno 1943         |
| Takashima Beihō (高嶋米峰?) luglio 1943 - novembre 1944       |
| Takashima Heizaburō (高島平三郎?) novembre 1944 - luglio 1945 |
| Hashimoto Masukichi (橋本増吉?)} luglio 1945 - maggio 1946    |
| Fujiwara Yūsetsu (藤原猶雪?) settembre 1946 - marzo 1948      |
| Katō Toranosuke (加藤虎之亮?) marzo 1948 - settembre 1949     |
| Kobayashi Keizen (小林啓善?) ottobre 1949 - maggio 1952       |
| Katō Seishin (加藤精神?) maggio 1952 - novembre 1955          |
| Katō Seishin (加藤精神?) novembre 1955 - ottobre 1956         |
| Kawanishi Seikan (川西正鑑?) maggio 1957 - dicembre 1957      |
| Ōshima Yutaka (大嶋豊?) settembre 1958 - dicembre 1960        |
| Sakuma Kanae (佐久間鼎?) dicembre 1960 - giugno 1964          |
| Yano Kazumi (矢野禾積?) giugno 1964 - giugno 1967             |
| Yano Kazumi (矢野禾積?) giugno 1967 - dicembre 1967           |
| Mino Shōji (三野昌治?) dicembre 1967 - marzo 1969             |
| Isomura Eiichi (磯村英一?) giugno 1969 - maggio 1972          |
| Hori Hidehiko (堀秀彦?) luglio 1972 - agosto 1973             |
| Hori Hidehiko (堀秀彦?) agosto 1973 - luglio 1974             |
| Isomura Eiichi (磯村英一?) maggio 1975 - settembre 1976       |
| Isomura Eiichi (磯村英一?) settembre 1976 - settembre 1979    |
| Isomura Eiichi (磯村英一?) settembre 1979 - settembre 1982    |
| Nishi Tadao (西忠雄?)} settembre 1982 - settembre 1985        |
| Kansaku Kōichi (神作光一?) settembre 1985 - settembre 1988    |
| Kansaku Kōichi (神作光一?) settembre 1988 - settembre 1991    |
| Suganuma Akira (菅沼晃?) settembre 1991 - settembre 1994      |
| Sugano Takuo (菅野卓雄?) settembre 1994 - settembre 1997      |
| Sugano Takuo (菅野卓雄?) settembre 1997 - settembre 2000      |
| Kanda Michiko (神田道子?) settembre 2000 - settembre 2003     |
| Matsuo Tomonori (松尾友矩?) settembre 2003 - settembre 2006   |
| Matsuo Tomonori (松尾友矩?) settembre 2006 - settembre 2009   |
| Takemura Makio (竹村牧男?) settembre 2009 - settembre 2020    |
| Yaguchi Etsuko (矢口悦子) - settembre 2020                    |